# Kang Gwang-song
Kang Gwang-song (* 5. Januar 1956) ist ein ehemaliger nordkoreanischer Kunstturner.

## Karriere
Kang Gwang-song nahm an den Olympischen Sommerspielen 1980 in Moskau teil. Gemeinsam mit Cho Hun, Han Gwang-song, Kim Gwang-jin, Li Su-gil und Song Sun-bong belegte er im Mannschaftsmehrkampf den neunten Rang. Darüber hinaus erreichte der Nordkoreaner folgende Platzierungen:
- Einzelmehrkampf: 27. Platz
- Boden: 42. Platz
- Sprung: 41. Platz
- Barren: 40. Platz
- Reck: 44. Platz
- Ringe: 55. Platz
- Pauschenpferd: 62. Platz